# Китайско-Восточная железная дорога
Китайско-Восточная железная дорога (КВЖД; до 1917 года — Маньчжурская дорога, с августа 1945 года — Китайская Чанчуньская железная дорога, с 1953 — Харбинская железная дорога) — железнодорожная магистраль, проходившая по территории Маньчжурии и соединявшая Читу с Владивостоком и Порт-Артуром. Дорога построена в 1897—1903 годах как южная ветка Транссибирской магистрали (de facto). КВЖД принадлежала Российской империи и обслуживалась её подданными. Строительство дороги было шагом по увеличению влияния Российской империи на Дальнем Востоке, укреплению российского военного присутствия на берегах Жёлтого моря на фоне экспансии Японии в Корее и Китае. Строительство КВЖД и намерения Японии захватить Внутреннюю Маньчжурию явились одной из главных причин войны с Японией.
22 октября 1928 года из Китая были высланы все советские служащие КВЖД.
12 октября — 22 декабря 1929 года — разразились боевые действия между Китаем и СССР.
23 марта 1935 года СССР и Маньчжоу-Го подписали соглашение о продаже КВЖД. Было согласовано, что в денежном выражении Маньчжоу-Го уплатит ⅓ суммы, оставшиеся ⅔ суммы будут погашены в течение трёх лет поставками японских и маньчжурских фирм по заказам СССР в Японии. После подписания сделки Маньчжоу-Го немедленно внесла 23,3 млн иен.
14 августа 1945 был заключён Советско-китайский договор о дружбе и союзе. После Маньчжурской операции 1945 года дорога перешла в совместное советско-китайское управление (как Китайская Чанчуньская железная дорога)
14 февраля 1950 был заключён Договор о дружбе, союзе и взаимной помощи между СССР и КНР, предусматривающий передачу железной дороги Китаю после вступления в силу мирного договора Китая с Японией (заключённого КНР только в 1978 году), но не позднее 1952 года.
31 декабря 1952 было подписано соглашение о безвозмездной передаче КВЖД Китаю. В 1953 году процесс передачи дороги КНР был завершён.

## История

### Выбор направления и проектирование
История Китайско-Восточной железной дороги (КВЖД) тесно переплелась с историей Транссибирской железнодорожной магистрали (Транссибом) и оказала во многом негативное влияние на судьбу одной из составных частей Транссиба — Амурской железной дороги.
В связи с ростом активности западных держав в конце XIX века в Восточной Азии и на Дальнем Востоке, Российская империя стала проявлять повышенное беспокойство относительно положения значительной части своих территорий Сибири и Дальнего Востока, фактически оторванных от центральной части страны. Встала задача осуществления комплекса неотложных мер по заселению окраин, что требовало связать их с центром стабильными и удобными транспортными коммуникациями. В 1891 году было принято решение о сооружении Транссибирской железной дороги. Её строительство началось одновременно из Владивостока и Челябинска, велось на государственные средства и продемонстрировало невиданные до того времени темпы железнодорожного строительства — за 10 лет было проложено 7,5 тыс. км новой железнодорожной магистрали. С восточной стороны Транссиб был доведён от Владивостока до Хабаровска, где строительные работы затормозились необходимостью возведения огромного моста через Амур. С западной стороны железнодорожные пути были доведены до Забайкалья.
При начале работ над прокладкой Транссиба рассматривались два варианта её прохождения из Забайкалья на восток. По первому варианту магистраль должна была пройти вдоль берега Амура и российско-китайской границы до Хабаровска, а по второму — через Маньчжурию к Тихому океану. Второй вариант рассматривался ещё во время проектирования Сибирской железной дороги, когда обсуждалась возможность её прокладки от Иркутска через Кяхту в Монголию, далее через Китай в российское Приморье. Видную роль в прокладке маршрута и руководстве строительством сложных участков сыграл инженер Н. С. Свиягин.
Сторонники варианта прохождения Транссиба вдоль Амура обосновывали его последующим ростом возможностей экономического и социального развития российских территорий Восточной Сибири и Дальнего Востока. С. М. Духовский, бывший Приамурским генерал-губернатором в период 1893—1898 годов, заявлял, что даже в случае присоединения Маньчжурии к Российской империи — важность для России Амурской железной дороги оставалась бы огромной, как и её «колонизационное и базоустроительное значение». Он подчёркивал, что ни в коем случае нельзя прекращать намеченное ранее строительство железнодорожной линии вдоль Амура.

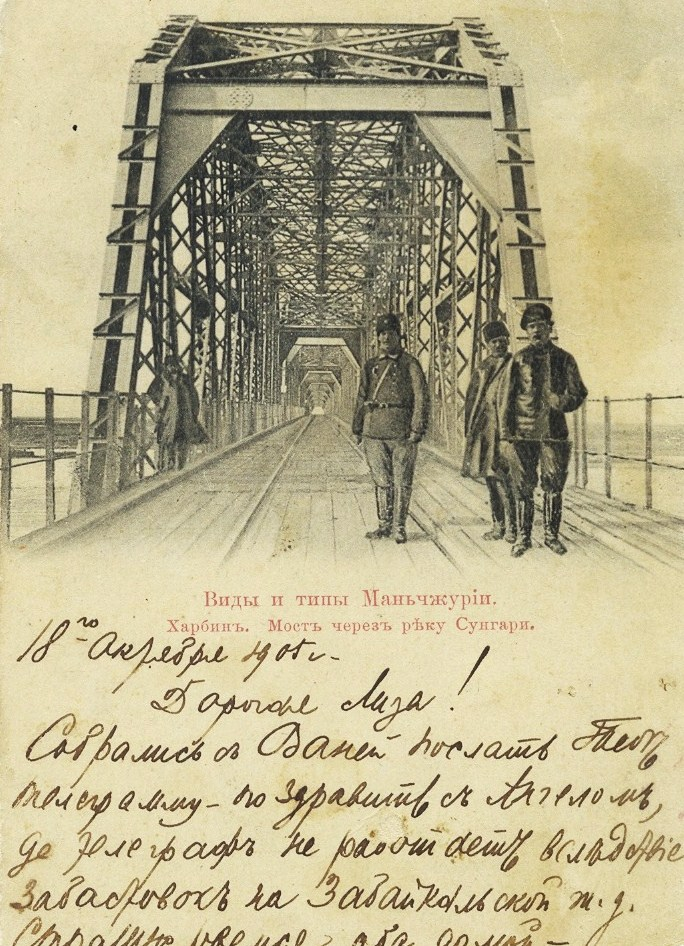
Мост через реку Сунгари (российская открытка начала двадцатого века)

Сторонником Маньчжурского варианта был министр финансов С. Ю. Витте, считавший, что железная дорога будет содействовать мирному завоеванию Маньчжурии. В пользу Маньчжурского варианта сыграло и усиление на Дальнем Востоке активности Японии, угрожавшее интересам Российской империи в Китае. Кроме того, Маньчжурский вариант давал возможность выхода России на новые рынки сбыта в Азиатско-Тихоокеанском регионе. В конечном итоге, победила концепция министра финансов о сооружении железнодорожной магистрали, получившей название «Китайско-Восточная железная дорога», через территорию Маньчжурии. Только поражение в Русско-японской войне 1904-05 годов продемонстрировало правительству ошибочность этого решения, что ускорило строительство Амурской железной дороги.
При обсуждении планов строительства КВЖД было решено привлечь к участию в нём частный капитал, для чего была проведена соответствующая подготовительная работа. В декабре 1895 года был создан Русско-Китайский банк с первоначальным капиталом 6 млн рублей. Для его формирования 15 % средств предоставил Санкт-Петербургский международный коммерческий банк, а 61 % поступил от 4 французских банков.
22 мая (3 июня) 1896 года состоялось подписание секретного Российско-китайского договора о союзе России и Китая против Японии (т. н. Московского договора). С российской стороны подписи под договором поставили С. Ю. Витте и князь А. Б. Лобанов-Ростовский, с китайской (Цинской) стороны — Ли Хунчжан. Договор предоставил России право на постройку железнодорожной магистрали через территорию Маньчжурии. 27 августа (8 сентября) 1896 года китайский посланник в Российской империи Сюй Цзэнчэн подписал с правлением Русско-Китайского банка соглашение, со сроком действия 80 лет, о предоставлении банку права на постройку и эксплуатацию железной дороги через Маньчжурию и о создании акционерного «Общества Китайской восточной железной дороги». Устав этого акционерного общества был утверждён Николаем II 4 (16) декабря 1896 года. В соответствии с уставом обязанности по образованию акционерного общества возлагались на Русско-Китайский банк (§ 1), акционерный капитал общества был определён в 5 млн кредитных рублей (§ 10). Обществу предоставлялось право безусловного и исключительного управления своими землями. Пассажиры и товары, перевозимые по дороге транзитом от одной российской пограничной станции до другой, освобождались от виз и таможенных пошлин.
В декабре 1896 года в Петербурге состоялись выборы правления Общества КВЖД. По результатам выборов вице-председателем правления стал С. И. Кербедз, членами правления — П. М. Романов, А. Ю. Ротштейн, Д. Д. Покотилов, Э. К. Циклер, фон Шафгаузен, Э. Э. Ухтомский. В январе 1897 года император Китая издал указ о назначении бывшего посланника Китая в Петербурге и Берлине Сюй Цзэнчэна первым председателем Общества КВЖД.
Подбором специалистов для прокладки КВЖД руководил лично С. Ю. Витте, по рекомендации которого главным инженером КВЖД был назначен строитель Рязанско-Уральской железной дороги А. И. Югович. Пунктом расположения Строительного управления по возведению КВЖД, который поначалу назвали «железнодорожным посёлком Сунгари», был выбран участок на берегу реки Сунгари (Сунхуацзян), в месте её предполагаемого пересечения железнодорожной магистралью, где впоследствии встал город Харбин. 24 апреля 1897 года на берега Сунгари прибыл авангардный отряд Строительного управления КВЖД, во главе с инженером А. И. Шидловским, под охраной пешей Кубанской полусотни есаула Павиевского. В целях охраны строительства КВЖД была создана специальная Охранная стража, позднее преобразованная в Заамурский округ отдельного корпуса пограничной стражи.

### Топогеодезическое обеспечение проектирования КВЖД
Политическое и экономическое проникновение России в Маньчжурию в 1894—1905 гг. ознаменовалось первичной делимитацией государственной границы России и Китая с одной стороны и принятием правительством Китая плана проведения стратегической железной дороги от Дагу на Шанхайгуань — Цзинчжоу — Мукден, а затем через Нингуту к Хунчуню на реку Тумынь, изыскания которой были поручены английскому инженеру Киндеру и начаты в 1890 г., с другой стороны. В период 1894—1895 гг. были проведены инженерные изыскания по высочайше утвержденному плану от 13 марта 1893 г. по линии Амурской железной дороги, от Сретенска до Хабаровска проходящей почти параллельно Амуру, показавшие всю трудность этого направления и подтолкнувшие к мысли об обходе встретившихся препятствий через Маньчжурию. К тому же этот вопрос был тщательно проработан Генеральным штабом. 
По случаю коронации Николая II в 1896 и приезда чрезвычайного китайского посольства состоялось официальное обсуждение на высшем уровне о проведении железной дороги от Ново-Цурухайтуйского караула через Мергень до Благовещенска как «исправление нашей амурской границы», что явилось большим геополитическим и военно-стратегическим достижением России. Был заключен секретный договор о союзе России и Китая по постройке КВЖД. Как только была создана правовая база для строительства КВЖД, Корпусом Военных Топографов в Маньчжурию были командированы несколько партий инженеров под видом научных исследований. 
В начале 1896 г. генерал-лейтенант И. И. Стебницкий отдал распоряжение по прокладке Китайско-Восточной железной дороги, работы начались летом того же года. Предлагалось для прокладки железной дороги через Маньчжурию «одного астронома, двух начальников отделений и двенадцать съемщиков на геодезические и топографические работы в район к югу от Нерчинска, одного астронома, трех начальников отделений и восемнадцать топографов для съемки местности по водоразделу Большого Хингана. Задача топографов — содействовать изысканию инженеров, чтобы окончательно установить направление железной дороги от Усть-Ононской до Цицикара и от Гирина до Никольского». В 1896 г. в Маньчжурии производили работы 3 съемочные партии Корпуса военных топографов. В составе каждой были начальник и 6 съемщиков. 
I-ая партия работала на западе Маньчжурии, в ее составе: начальник подполковник Рафаилов, производители работ штабс-капитаны Кулеш, Антонов, Мамацев, Суппура, поручик Панфилов, коллежский асессор Велинский. II-ая партия состояла из начальника подполковника Козловского и производителей работ капитана Духновского, штабс-капитана Бражкина, коллежского асессора Сибирцева, титулярных советников Земенского и Бровкина, асессоров Гурского и Круковского. Начальником III-й съемочной партии был назначен подполковник Болтенко, производителями топографических работ штабс-капитан фон Зигель, поручик Явшиц, коллежские асессоры Кучевский, Никифоров, Аганчиков и Чуклин. 
Район съемки этой партии простирался к северу. На основании созданных материалов удалось уже к марту 1898 г. приступить к созданию строительного проекта. Подобные работы на Канадской Тихоокеанской железной дороге при сходных топографических условиях потребовали 10 лет (с 1869 по 1879 г.) Топографы сняли в двухверстном масштабе (2 версты/1 дюйм) около 15 000 квадратных верст.

### Начало строительства дороги

Карта ЮМЖД от Порт-Артура (Люйшунь) до Чанчуня

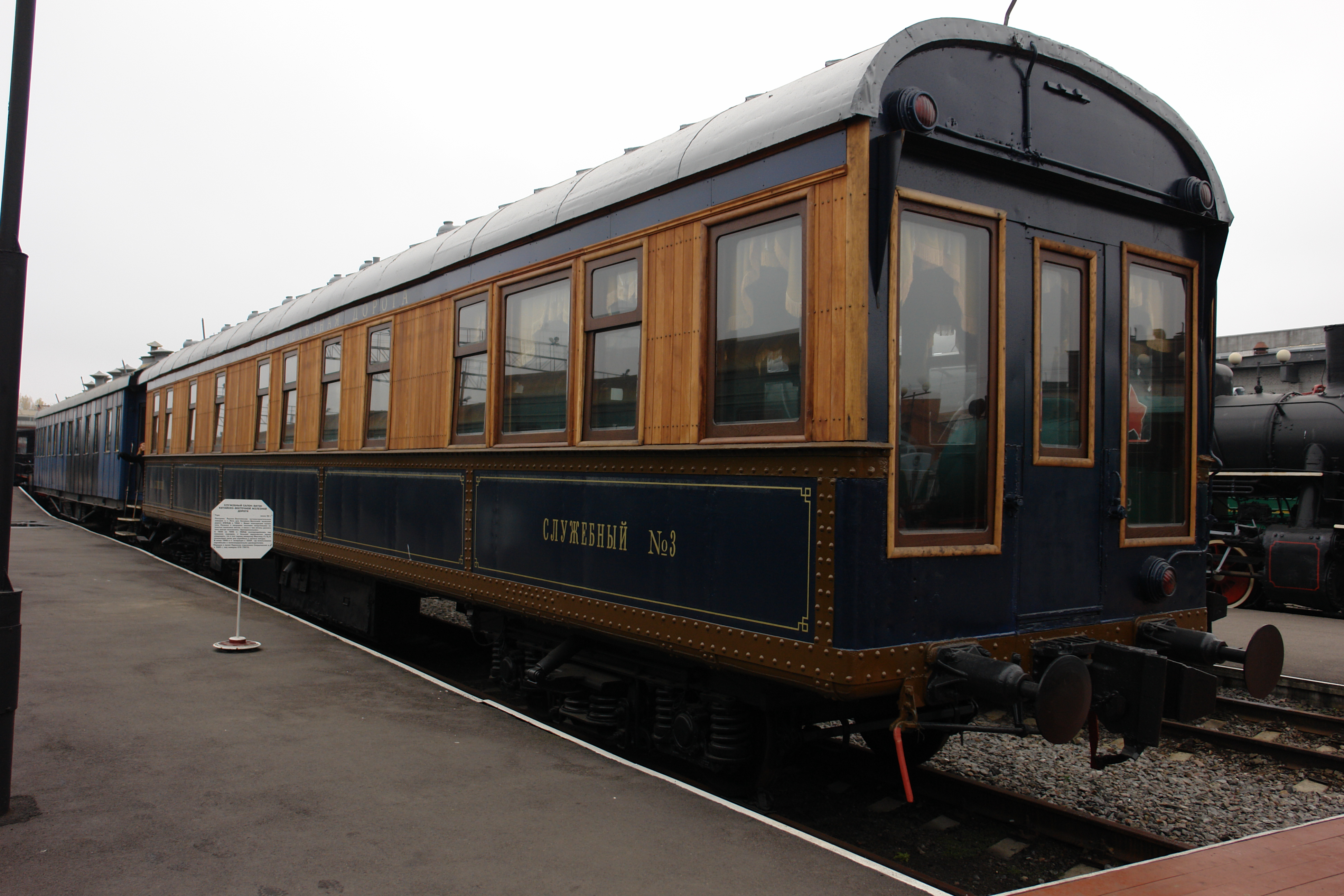
Служебный салон-вагон КВЖД. Модель 1902 года.

16 (27) августа 1897 года стало днём начала строительства КВЖД. Строительство велось одновременно из пункта расположения Строительного управления (посёлок у реки Сунгари, будущий Харбин) по трём направлениям и из трёх конечных пунктов КВЖД — станции Гродеково в Приморье, из Забайкалья и Порт-Артура — в июне 1898 года Россия получила концессию на строительство южной ветки КВЖД (впоследствии известной как Южно-Маньчжурская железная дорога), которая должна была обеспечить выход к КВЖД Дальнего (Даляня) и Порт-Артура (Люйшуня), расположенных на Ляодунском полуострове, арендованном Российской империей в марте 1898 года согласно Русско-китайской конвенции 1898. 16 мая 1898 года в «железнодорожном посёлке Сунгари» (его ещё называли «Мостовым посёлком») инженер Адам Шидловский заложил первый барак, с которого и начался город Харбин.
В связи с большой протяжённостью магистрали, первоначально было принято решение о разукрупнении строительства на отдельные участки с назначением на них собственных руководителей. Линия между станциями Маньчжурия в Забайкалье и Пограничная в Приморье была разделена на 13 строительных участков, линию от Харбина до Порт-Артура разделили на 8 участков.
В 1899 году в Цинской империи вспыхнуло Ихэтуаньское (Боксёрское) восстание. Восстание продолжалось вплоть до 1901 года включительно, что вызвало перерывы в строительстве ряда участков КВЖД. 23 июня 1900 китайцы-ихэтуани атаковали строителей и приступили к разрушению железнодорожного полотна и станционных построек. Судьба партии строителей, отступавшей из Мукдена, под командой поручика Валевского и инженера Верховского, сложилась трагически. Почти вся она погибла в неравных боях. Захваченный в плен Верховский был обезглавлен в Ляояне. Для защиты дороги и персонала в 1900 году по инициативе С. Ю. Витте была создана Охранная стража численностью в 11 тысяч человек.
Тем не менее, 5 (18) июля 1901 года было открыто временное движение поездов и перевозки грузов по всей протяжённости КВЖД. В связи с исчезновением необходимости деления дороги на строительные участки их начали сливать в объединения, а затем упразднили должности начальников отделений и вновь подчинили всю дорогу непосредственно главному инженеру.
Участвуя в созданной для подавления восстания ихэтуаней «Союзной армии восьми держав» (Великобритания, Франция, Германия, США, Россия, Япония, Италия, Австро-Венгрия), Российская империя воспользовалась этой возможностью и оккупировала северо-восточные провинции Цинской империи для получения дополнительных преимуществ в этом регионе. Однако её сепаратные переговоры с китайским правительством после подавления восстания успехом не увенчались из-за мощного противодействия других держав. В связи с этим правительство Российской империи в августе 1903 года создало Дальневосточное наместничество во главе с адмиралом Е. И. Алексеевым и поручило ему проведение дальнейших переговоров непосредственно с цинским двором.

### Открытие дороги

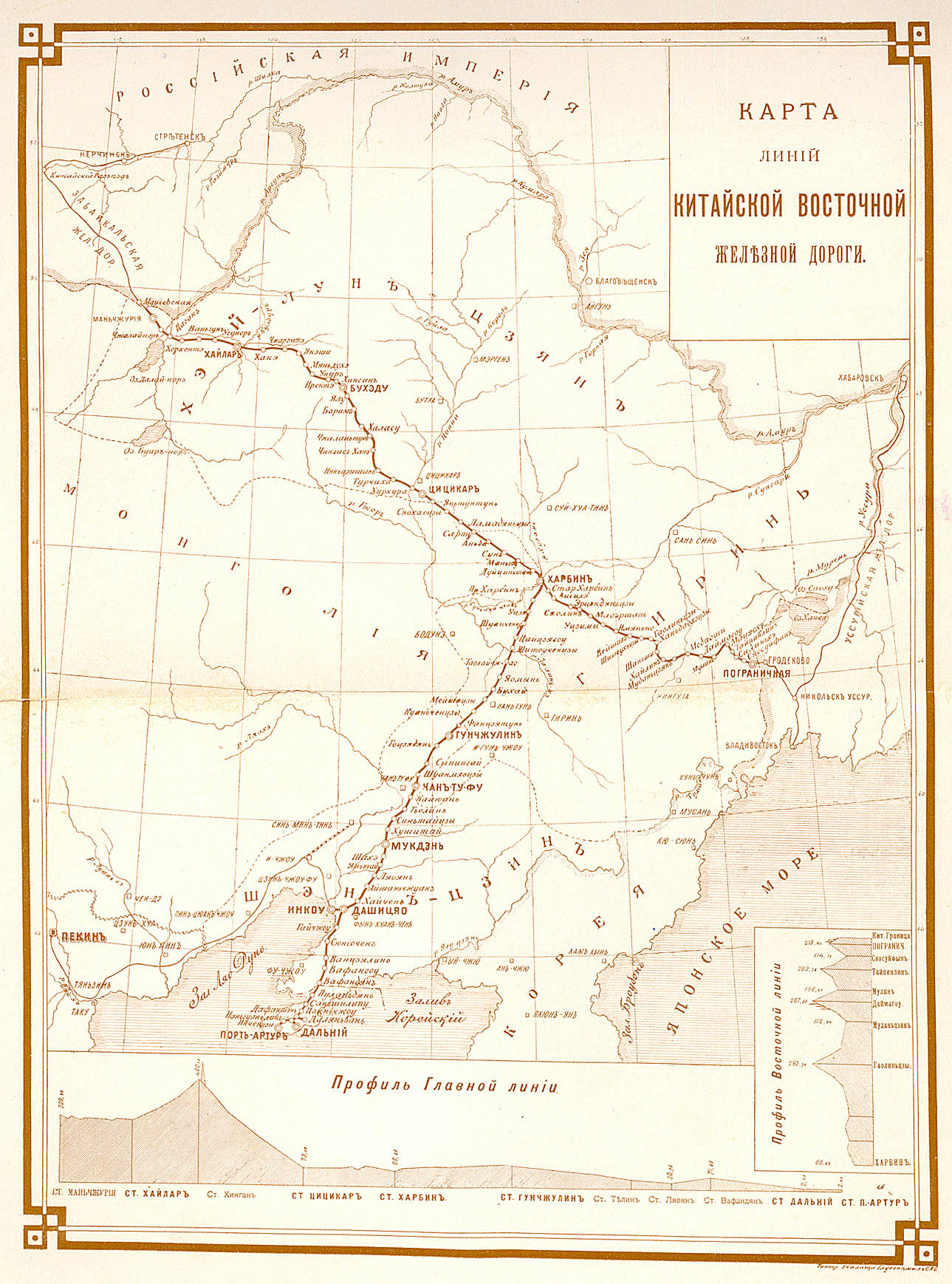
Карта КВЖД

1(14) июня 1903 года Строительное управление КВЖД передало дорогу Эксплуатационному управлению, что стало официальной датой открытия КВЖД. При подведении итогов строительных работ стоимость сооружения одной версты КВЖД составила 152 тыс. рублей.
Время движения скорого поезда от Москвы до Порт-Артура составляло 13 суток и 4 часа, пассажирского — 16 суток и 14 часов; билет 1-го класса в скором поезде стоил 272 руб., 3-го класса в пассажирском — 64 руб. Прибытие скорых поездов в Дальний было согласовано с отправлением в тот же день из Дальнего принадлежащих КВЖД пароходов-экспрессов в Шанхай и Нагасаки.

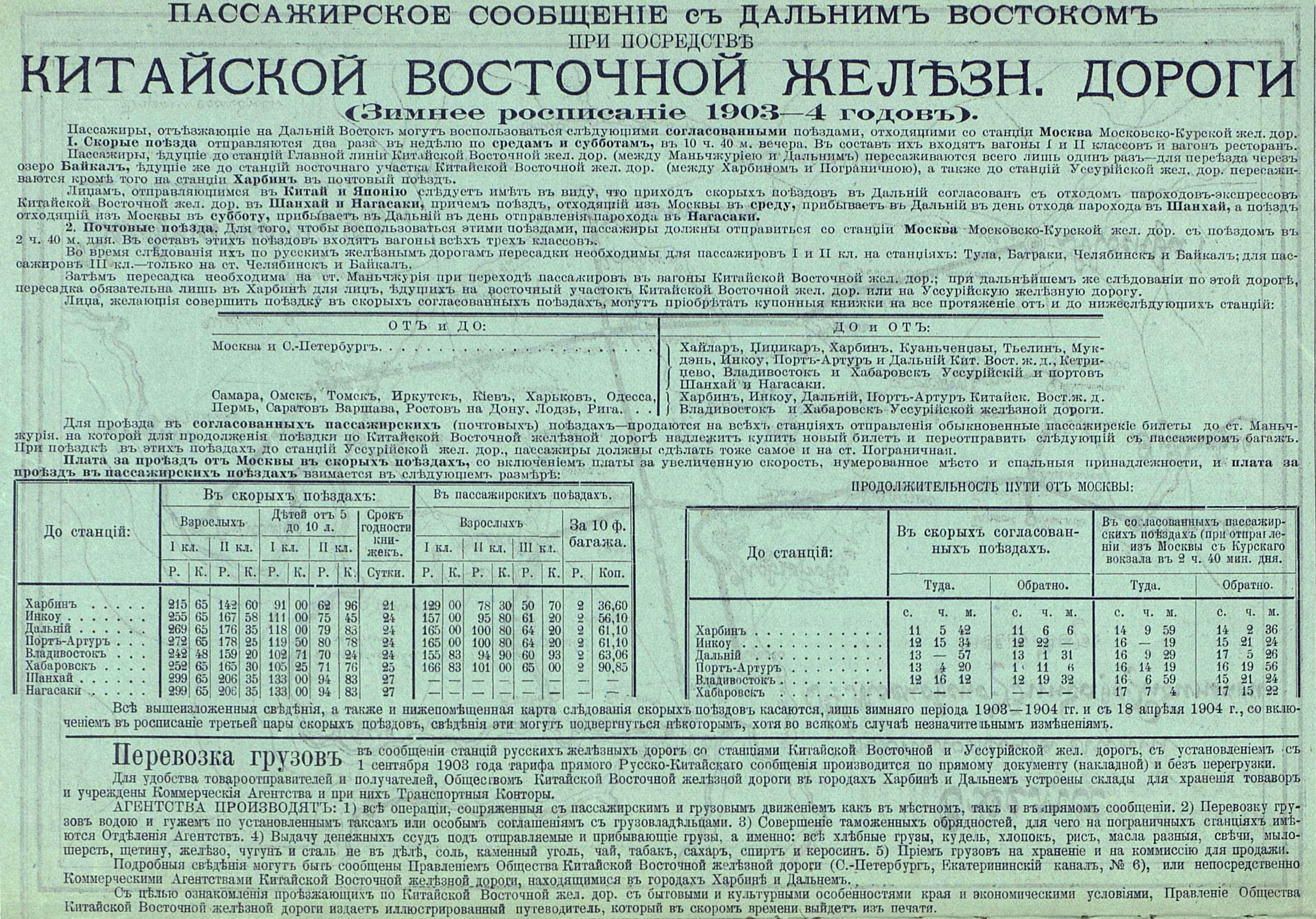
Реклама КВЖД
(расписание и цены), 1904 год.

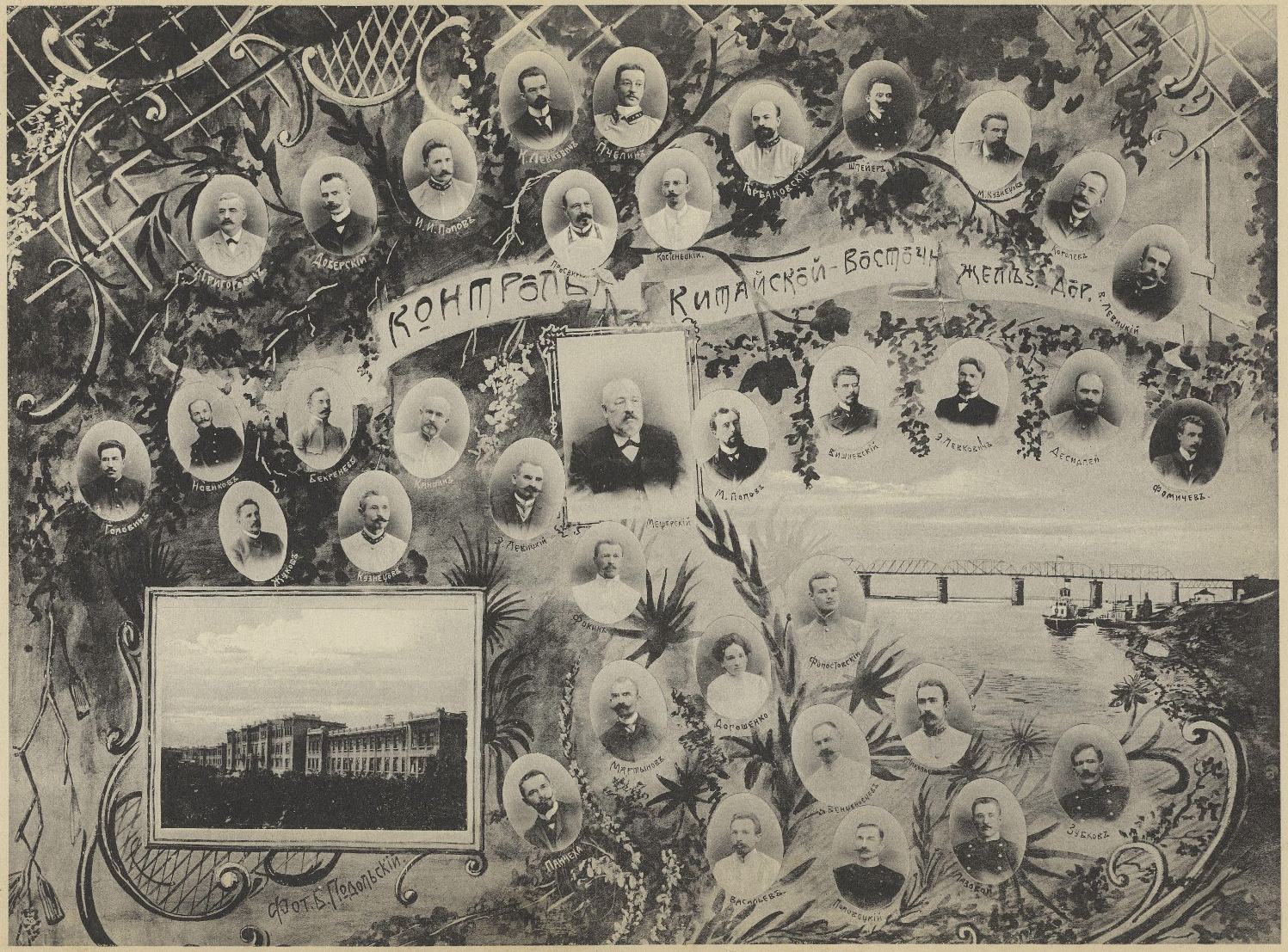
36 лиц, отвечавших за контроль над КВЖД. 1903~1910 гг.

Завершение сооружения КВЖД сразу же увеличило достоинства положения Маньчжурии, превратив эту отсталую территорию в экономически развитую часть империи Цин. К 1908 году, за неполные 7 лет, население Маньчжурии выросло с 8,1 до 15,8 млн человек за счёт притока из собственно Китая. Развитие Маньчжурии пошло такими стремительными темпами, что уже через несколько лет Харбин, Дальний и Порт-Артур по населению обогнали дальневосточные российские города Благовещенск, Хабаровск и Владивосток. Избыток населения в Маньчжурии привёл к тому, что летом десятки тысяч китайцев ежегодно перебирались на заработки в российское Приморье, где по-прежнему не хватало российского населения, что продолжало тормозить развитие края.
Поражение России в войне с Японией сказалось и на дальнейших перспективах КВЖД. По Портсмутскому мирному договору большая часть южной ветви КВЖД (участок от Чанчуня на юг), оказавшаяся на оккупированной японцами территории, была передана Японии, образовав Южно-Маньчжурскую железную дорогу (ЮМЖД). Это положило конец планам правительства Российской империи использовать КВЖД для выхода на рынки Азиатско-Тихоокеанского региона, но в то же время благотворно повлияло на возобновление строительства Амурской железной дороги.
В 1908 году Тобольский губернатор Н. Л. Гондатти, обращаясь к правительству, настаивал на постройке Амурской железной дороги и прокладке второй колеи на Сибирской и Забайкальской железных дорогах, без чего Амурская железная дорога имела бы лишь местное значение. В 1911 году Н. Л. Гондатти был назначен генерал-губернатором Приамурского края, после чего ему удалось реализовать за счёт строительства уникального по тем временам моста через Амур планы соединения Уссурийской железной дороги с Амурской железной дорогой с выходом на Забайкальскую железную дорогу.
В 1910 году состоялось объединение Русско-Китайского банка (обладавшего правом на КВЖД) и Северного банка с образованием Русско-Азиатского банка с первоначальным капиталом 35 млн рублей.

### Дорога после Октябрьской революции
29 ноября (12 декабря) 1917 года Харбинский Совет рабочих и солдатских депутатов распустил все организации и объявил себя единственным органом власти на КВЖД, а 4 (17) декабря отстранил Д. Л. Хорвата от управления дорогой и назначил комиссаром дороги Б. А. Славина.
13 (26) декабря 1917 года в Харбин по просьбе Д. Л. Хорвата вступили китайские войска под командованием Чжан Цзолиня и распустили Харбинский Совет рабочих и солдатских депутатов.
16 марта 1920 года китайские войска под командованием майора Ло Бина заняли Штаб русского главнокомандующего в Харбине и к 19 марта полностью оккупировали полосу отчуждения КВЖД. Это стало фактическим концом существования охранной стражи КВЖД. 23 сентября 1920 года декретом президента Китайской Республики «О прекращении признания полномочий российских посланников и консулов в Китае» было отменено право экстерриториальности для подданных Российской империи, а в 1921 году полоса отчуждения КВЖД была преобразована в Особый район Восточных провинций — отдельную административную единицу Китайской Республики.
С апреля 1921 по октябрь 1924 управляющим КВЖД был инженер Б. В. Остроумов. В этот период штат КВЖД был невелик. На 1 января 1924 года на КВЖД работали 15 750 человек, в том числе 9000 штатных служащих.
31 мая 1924 года СССР и Китайская республика подписали «Соглашение об общих принципах для урегулирования вопросов между Союзом ССР и Китайской республикой», по которому между двумя странами были восстановлены дипломатические отношения, а правительство СССР отказалось от «специальных прав и привилегий», после чего были ликвидированы российские концессии в Харбине, Тяньцзине и Ханькоу при обязательстве китайского правительства не передавать эти права и привилегии третьей державе. КВЖД оставалась под управлением и обслуживанием советской стороны. Дорога объявлялась чисто коммерческим предприятием. Все вопросы, касающиеся гражданского и военного управления, оставались в ведении китайских властей. Правление дороги составлялось из 5 советских и 5 китайских граждан, председатель — китаец, его товарищ и управляющий дорогой — советские граждане. СССР соглашался на досрочный выкуп КВЖД Китаем (по соглашению 1896 года это было возможно не ранее чем через 36 лет после её открытия). В октябре того же года была проведена масштабная чистка аппарата КВЖД — были уволены Управляющий Б. В. Остроумов, Д. Л. Хорват, главный бухгалтер М. И. Степунин и целый ряд иных должностных лиц с выселением из служебного жилья:54—55. Уволенным, как правило, не выплачивалось «заштатного пособия». В ответ Б. В. Остроумов и другие подали иски в китайские суды, которые заставили советскую администрацию заплатить это пособие:126—127.
Чистка не была полной. На своих местах временно были оставлены многие служащие КВЖД с антисоветским прошлым, например, главный контролёр Г. К. Гинс, служивший ранее в правительстве Колчака, и бывший начальник штаба атамана И. П. Калмыкова М. А. Демишхан:55. Кроме того, в октябре 1924 года был упразднён церковный отдел КВЖД, а церковнослужители выселены из служебного жилья:58. Постепенно шла замена царских кадров на советские. Так как по советско-китайскому соглашению 1924 года работать на КВЖД могли только советские или китайские граждане, с октября 1924 года в советские дипломатические учреждения стали массово подавать заявления о получении советского гражданства служащие железной дороги и их родственники. По данным советского консула в Харбине В. Я. Аболтина, к 1927 году «советская колония» в Маньчжурии насчитывала 25 тыс. человек, к 1931 году она составляла уже 150 тыс. человек:73—74.
За первые три года советского управления дорогой штат служащих дороги заметно увеличился. На 1 октября 1927 года на КВЖД работали 27 144 человека, в том числе: 11304 гражданина СССР, 1407 лиц без гражданства, 1547 русских, имеющих китайское подданство, 12 886 китайцев:96. В 1925 году советская сторона инициировала судебный процесс против трёх высших должностных лиц КВЖД — Б. В. Остроумова, М. И. Степунина, начальника земельного отдела Н. М. Гондатти и заведующего экономическим бюро И. А. Михайлова. Дело вёл китайский судья, который амнистировал всех четверых подсудимых и выпустил их 12 сентября того же года на свободу:103—105.
В начале 1926 года разгорелся конфликт между двумя китайскими военачальниками, Го Сунлином и Чжан Цзолинем, который охватил КВЖД. К вечеру 21 января того же года китайские военные взяли под контроль всю южную ветку КВЖД и на 23 января распустили все профсоюзы:108. Но уже на следующий день СССР и Китай договорились: арестованный китайцами управляющий дорогой отпускался на свободу, восстанавливалось нормальное сообщение на дороге, а китайские военные перевозки должны были осуществляться за полцены и в счёт китайской доли прибыли от КВЖД:109.

### Попытки отчуждения дороги
В августе 1926 года в Пекине была установлена власть враждебно настроенного к СССР Чжан Цзолиня. После этого китайская сторона начала постепенно отчуждать собственность КВЖД в свою пользу. Уже 24 августа 1926 года правление дороги получило депешу, в которой Чжан Цзолинь предложил сдать Северо-восточной морской флотилии все суда КВЖД, а 4 сентября того же года китайцы захватили Учебный отдел КВЖД:114. После того, как Чжан Цзолинь был убит в июне 1928 года, ему наследовал сын — Чжан Сюэлян. При нём был взят более чёткий курс на отчуждение железной дороги.
10 июля 1929 года войска Чжан Сюэляна захватили КВЖД, арестовали свыше 200 советских служащих дороги, а 35 из них депортировали в СССР. 17 июля 1929 года правительство СССР объявило о разрыве дипломатических отношений с Китаем. Советский профсоюз КВЖД призвал служащих дороги добровольно уволиться в знак протеста. В результате за период с 10 июля по 31 декабря 1929 года уволились 1689 человек:198. В ноябре 1929 года Особая Краснознамённая Дальневосточная армия провела операцию по восстановлению контроля над КВЖД. 22 декабря 1929 года в Хабаровске уполномоченный Китайской республики Цай Юаньшэнь и уполномоченный СССР, агент НКИД Симановский, поставили подписи под «Хабаровским протоколом», согласно которому на КВЖД было восстановлен статус-кво в соответствии с Пекинским и Мукденским договорами.
В сентябре 1931 года Япония начала захват Маньчжурии под предлогом борьбы с беззаконием местных губернаторов. 18 сентября японские войска вторглись в Северную Маньчжурию. 5 февраля 1932 года японские войска заняли Харбин и затем включили его в состав государства Маньчжоу-Го, создание которого 1 марта 1932 года провозгласили губернаторы, собранные японцами в Мукдене. Следует разрыв отношений Маньчжоу-Го с Китайской республикой.
В начале 1930-х годов КВЖД оказалась в тяжёлом положении. Доходы дороги резко сократились, в том числе по причине мирового экономического кризиса, а также в связи с развитием железнодорожной сети Маньчжурии. Согласно секретному докладу Управляющего КВЖД Ю. В. Рудого, доходы дороги составили в 1929 году 68,1 млн рублей, в 1930 году — 49,2 млн рублей, в 1931 году — 40,6 млн рублей:226—227. В этих условиях началось сокращение штатов КВЖД. Если на 1 января 1930 года в КВЖД состояли на службе 25 473 человека, то на 1 января 1931 года — только 19 107 служащих, а на 1 февраля 1932 года — 16089 служащих:228.
Кроме того, в начале 1930-х годов обострились отношения между советской и китайской (она стала называться маньчжурской) сторонами, причём последнюю поддерживали японцы. Камнем преткновения было «дело об угоне паровозов». В годы Первой мировой войны царское правительство заказало в США большую партию паровозов для российских железных дорог, они прибыли и проходили техобслуживание на КВЖД. В Гражданскую войну 124 таких паровоза застряли на КВЖД. Китайская сторона считала их собственностью КВЖД, а советская доказывала, что они не имеют к КВЖД никакого отношения:252—255. Советская сторона перегнала 83 паровоза в СССР, в ответ китайская сторона в 1933 году прекратила прямое сообщение между КВЖД и советскими Забайкальской и Уссурийской железными дорогами:252–254. По обвинению в угоне паровозов маньчжурская сторона арестовала 6 советских служащих КВЖД, которые пробыли под стражей более полугода и были отпущены по амнистии 24 февраля 1934 года:254–255. Но паровозы, видимо, так и остались в СССР. Кроме того, местные власти часто арестовывали советских и маньчжурских служащих КВЖД без предъявления обвинения. На 1 декабря 1934 года маньчжурскими властями были арестованы 424 советских гражданина, из которых 201 был освобождён, 94 депортированы в СССР, а 129 оставались под арестом:257. С 1 ноября 1934 года из Синьцзиня с новой мощной станции на советский Дальний Восток вещали харбинские радиопрограммы белой эмиграции (например, К. В. Родзаевский):273.
19 сентября 1934 года завершились многомесячные переговоры о продаже советской стороной КВЖД правительству Маньчжоу-го, которые вёл Генеральный консул СССР в Харбине М. Славуцкий. Сумма согласованной сделки составила 140 млн иен. 23 марта 1935 года СССР и Маньчжоу-Го подписали соглашение о продаже КВЖД. Было согласовано, что в денежном выражении Маньчжоу-Го уплатит ⅓ суммы, оставшиеся ⅔ суммы будут погашены в течение трёх лет поставками японских и маньчжурских фирм по заказам СССР в Японии. После подписания сделки Маньчжоу-Го немедленно внесла 23,3 млн иен.
Под контролем Маньчжоу-Го дорога была перешита на европейскую (1435 мм) колею, повсеместно используемую на других железных дорогах Китая.
20 августа 1945 года войска 2-го Дальневосточного фронта и корабли Амурской флотилии при поддержке воздушного десанта овладели Харбином. КВЖД вернулась под контроль СССР.

### Вновь в совместном владении Китая и СССР (1945—1952 годы)
Согласно советско-китайскому соглашению от 14 августа 1945 года КВЖД и Южно-Маньчжурская железная дорога были объединены в Китайскую Чанчуньскую железную дорогу (КЧЖД), которая перешла под совместное советско-китайское управление на 30 лет, после чего должна была быть безвозмездно передана Китаю:407. Новой дорогой распоряжалось Правление из 5 советских и 5 китайских граждан с центром в Чанчуне, Дальний становился портом (мэр города — китаец, начальник порта — советский гражданин):407. Силами войск и мобилизованных местных жителей колея основной магистрали КЧЖД на всем своем протяжении (станция Маньчжурия – Харбин – станция Пограничная) была перешита на советский стандарт:409.
Сталин считал договор, заключённый с Чан Кайши, неравноправным, и в конце 1940-х годов предлагал Мао Цзэдуну передать Чанчуньскую железную дорогу, а равно Дальний и Порт-Артур обратно Китаю, но Мао опасался, что вывод советских войск из Маньчжурии поставит под угрозу позиции КПК на северо-востоке Китая, и убедил Сталина отложить передачу.
14 февраля 1950 года в Москве состоялось подписание Договора о дружбе, союзе и взаимной помощи между СССР и КНР, соглашения о Китайской Чанчуньской железной дороге, Порт-Артуре и Дальнем (безвозмездно передававшимся Китаю), и соглашения о предоставлении СССР правительству КНР долгосрочного экономического кредита. С 25 апреля 1950 года дорога перешла в ведение Китайско-советского общества КЧЖД, правление которого разместилось в Харбине:416.
31 декабря 1952 года было подписано соглашение о безвозмездной передаче КЧЖД Китаю:419. Имущество КЧЖД, переданное китайцам, оценивалось в 600 млн долларов и включало помимо железнодорожного полотна и подвижного состава: паровозоремонтные заводы, угольные копи, ряд предприятий лесного хозяйства, торговли и общественного питания, жилой фонд (1 850 364 м²), 69 школ, 25 домов культуры и другие объекты:419. С 1953 года КЧЖД реорганизована в Харбинскую железную дорогу, на чём российская история КВЖД была формально завершена. В 1955 году китайцы перестали платить пенсии пенсионерам КВЖД (их на тот момент было 287 человек в Маньчжурии, правда, после жалоб, 60 нуждающихся пенсионеров получили по 1040 юаней):430.

## Пароходство КВЖД

Флаг судов Общества «Китайско-Восточной железной дороги».

Акционерное Общество КВЖД также участвовало в оборудовании морского порта во Владивостоке и при посредничестве Русского Восточно-Азиатского пароходства совершало рейсы в порты Японии, Кореи и Китая. К 1903 году Общество КВЖД уже владело своей собственной флотилией из 20 пароходов.
Пароходство КВЖД стало дочерним предприятием Общества Китайско-Восточной железной дороги (основано в 1896 г.) и обеспечивало вместе с другими российскими судоходными компаниями транспортное сообщение порта Дальний с Владивостоком и другими портами Дальнего Востока. Кроме того, суда этой компании предназначались для применения в качестве судов вспомогательного флота в военное время. Наиболее известно в этом качестве госпитальное судно Порт-Артурской эскадры «Монголия», бывший грузопассажирский пароход КВЖД.
В сентябре 1926 г. принадлежавшие КВЖД речные суда были конфискованы по приказу диктатора Маньчжурии Чжан Цзолиня. Часть кораблей была переоборудована в военно-полицейские суда и зачислены в состав Гирин-Хэйлунцзянской речной охранной флотилии (в советских источниках 1929 г. именуемой Сунгарийской флотилией). Практически все переоборудованные в канлодки бывшие корабли пароходства КВЖД были уничтожены советской Дальневосточной Военной флотилией в боях у Лахасусу 12 октября и Фугдина 30 октября — 1 ноября 1929 г.

### Форменная одежда
Форменная одежда для лиц, служащих на судах Китайско-Восточной железной дороги, была Высочайше утверждена по представлению Министра финансов 19 февраля 1899 г. Этим узаконением были утверждены описания и рисунки форменной одежды и знаков различия для компании. Для начальствующего состава были введены парадная и обыкновенная рабочая форма. Парадная форма состояла из сюртука гражданского покроя и брюк (шаровар) из чёрного сукна. На чёрном бархатном воротнике вышивались знаки различия по должностям в виде якоря с расположенными над ними звёздочками. Капитану полагались три звёздочки, старшему помощнику и старшему механику — две звёздочки, второму помощнику и первому механику — одна, третьему помощнику, второму механику и штурманским ученикам звёздочки не полагались. Судоводителям металлический прибор полагался золотым, механикам — серебряный. На плечах сюртуков капитанов и старших механиков нашивались плетёнки из шнура по цвету металлического прибора. Фуражки полагались флотского образца с подбородным ремешком. По верху тульи полагался белый кант, а на околыше сверху и снизу шнур по цвету металлического прибора. Спереди на тулье размещались эмблемы: для служащих КВЖД — круглая кокарда в виде белой розетки с золотой серединой, на которой изображена эмблема КВЖД — дракон и крылатое колесо. Летом на тулье носился белый чехол. При парадной форме также носился кортик флотского образца.
При обыкновенной рабочей форме вместо сюртука носилось укороченное пальто (пиджак) из чёрного сукна, а летом — полотняник флотского образца. Знаки различия на воротниках полагались кованые, металлические. С полотняником могли носиться брюки из той же ткани. В холодную погоду надевалось чёрное пальто флотского образца с коваными знаками различия на воротнике. Плетёнки к пальто не полагались. Боцманам полагалось укороченное пальто (пиджак, а точнее, бушлат), который носился с суконным галстуком флотского образца. На воротнике размещались металлические якоря. На околышах фуражек боцманов не было металлических шнуров. На тулье фуражек боцманов КВЖД помещалась кокарда нижних чинов команд судов КВЖД. Она была овальной, кованой, золотистого цвета.
Зимняя форма шилась из чёрного сукна, летняя — из белого или сурового полотна. Пуговицы отличались от пуговиц для формы командного состава. Машинисты, электротехники и фельдшера судов КВЖД носили ту же форму, что и боцмана, но с серебряным прибором. На рукавах машинистов и электротехников нашивались светло-синие эмблемы. Воротники и обшлага пиджаков фельдшеров окантовывались белым сукном. Матросы носили обычную матросскую форму флотского образца: синие фланелевые и белые форменные рубахи, чёрные брюки и нательные полосатые рубахи. Синие воротники и обшлага белых рубах обшивались двойной белой тесьмой. На груди фланелевой рубахи вышивались буквы «К.В.Ж.Д.» белого цвета, на груди белой — светло-синего, высотой в 1 вершок (45 мм). Фуражки матросам полагались без козырька, с белым кантом по верху тульи и чёрной лентой на околыше. На ленте золотом печатались названия судов и инициалы компании по типу: «К.В. НАЗВАНИЕ Ж.Д.» На тулье фуражек матросов КВЖД располагались кокарды, такие же, как у боцманов. Особенностью формы матросов был цветной кушак: в КВЖД светло-синий.
| | | |
| Реконструкция формы (образца 1899 года) одежды лиц, служащих на судах Общества «Китайско-Восточной железной дороги» — Пароходства КВЖД:Пояснения 1. Обыкновенная рабочая форма командного состава (второй помощник). 2. Форма одежды боцманов. 3. Форма одежды фельдшеров. 4. Летняя форма одежды младшего командного состава (электромеханик). 5. Зимняя форма матросов. 6. Парадная форма командного состава (капитан). 7. Зимняя форма командного состава в пальто (первый механик). | Реконструкция знаков различия должностей судовых команд Общества «КВЖД» образца 1899 года:Пояснения а. Знаки различия на воротниках сюртуков. b. Знаки различия на воротниках летних кителей, пальто и укороченных пальто. с. Наплечные плетёнки. 1. Капитан. 2. Старший помощник. 3. Старший механик. 4. Второй помощник. 5. Первый механик. 6. Третий помощник и штурманский ученик. 7. Второй механик. | Реконструкция Эмблем и пуговиц формы одежды лиц, служащих на судах Общества «КВЖД» образца 1899 года:Пояснения a. Кокарда начальствующего состава. b. Кокарда нижних чинов. с. Пуговица начальствующего состава. d. Пуговица нижних чинов. e. Эмблема на рукаве формы машинистов. f. Эмблема на рукаве электротехников. |

## Современное состояние
По состоянию на 2012 год, в китайских железнодорожных расписаниях числится по крайней мере один поезд, проходящий по всей линии бывшей КВЖД на территории Китая. Пассажирский поезд 4192/4194/4195 покрывает 1529 км от Маньчжурии до Суйфэньхэ за 25 часов. По большей части линии (например, от Маньчжоули до Харбина, или от Харбина до Муданьцзяна) проходят и скорые поезда. Также участок Маньчжурия — Харбин используется ФПК для курсирования скорого поезда № 19/20 в направлении Москва-Ярославская — Пекин.
Международный железнодорожный пограничный переход (МЖПП) Маньчжурия — Забайкальск является восточным логистическим коридором Китай — Европа. По данным Маньчжурской таможни в 2015 году через МЖПП Маньчжурия — Забайкальск было перевезено 45,6 тысяч TEU с товарами на сумму около 1,9 млрд, долларов США.

## Список станций
| Восточная ветка (Харбин — Суйфэньхэ)            | Восточная ветка (Харбин — Суйфэньхэ) | Восточная ветка (Харбин — Суйфэньхэ) | Восточная ветка (Харбин — Суйфэньхэ) | Восточная ветка (Харбин — Суйфэньхэ) |  |
| Год постройки                                   | Название станции                     | Название станции                     | Название станции                     | Статус                               |  |
| ----------------------------------------------- | ------------------------------------ | ------------------------------------ | ------------------------------------ | ------------------------------------ |  |
| Год постройки                                   | русское                              | пиньинь                              | китайское                            | Статус                               |  |
| 1899                                            | Харбин                               | Haerbin                              | 哈尔滨                               |                                      |  |
| 1898                                            | Ванчжао                              | Wangzhao                             | 王兆                                 |                                      |  |
| 1898 10                                         | Сянфан                               | Xiangfang                            | 香坊                                 |                                      |  |
| 1898                                            | Синьсянфан                           | Xinxiangfang                         | 新香坊                               |                                      |  |
| 1899                                            | Чэнгаоцзы                            | Chenggaozi                           | 成高子                               |                                      |  |
| до 1985                                         | Сань(ш)алицзы                        |                                      |                                      | упразднена                           |  |
| 1899                                            | Шелитунь                             | Shelitun                             | 舍利屯                               |                                      |  |
| 1900                                            | Ачэн                                 | Acheng                               | 阿城                                 |                                      |  |
| около 1900                                      | Баньлачэнцзы                         | Banlachengzi                         | 半拉城子                             | упразднена                           |  |
| 1899 02                                         | Ягоу                                 | Yagou                                | 亚沟                                 |                                      |  |
| 1899 02                                         | Юйцюань                              | Yuquan                               | 玉泉                                 |                                      |  |
| 1899                                            | Баймаоцзы                            | Baimaozi                             | 白帽子                               |                                      |  |
| 1899                                            | Байлинь                              | Bailing                              | 白岭                                 |                                      |  |
| 1899 03                                         | Сяолинь                              | Xiaoling                             | 小岭                                 | упразднена                           |  |
| 1960                                            | Сяолинь (новая)                      | Xiaoling                             | 小岭                                 |                                      |  |
| 1899                                            | Сяопиншань                           | Xiaopingshan                         | 小平山                               |                                      |  |
| 1899                                            | Пиншань                              | Pingshan                             | 平山                                 |                                      |  |
| 1899                                            | Дунпиншань                           | Dongpingshan                         | 东平山                               |                                      |  |
| 1899 06                                         | Маоэршань                            | Maoershan                            | 帽儿山                               |                                      |  |
| 1899                                            | Мифэн                                | Mifeng                               | 蜜蜂                                 |                                      |  |
| 1899                                            | Линлань                              | Linglan                              | 铃兰                                 |                                      |  |
| 1899                                            | Сяоцзю                               | Xiaojiu                              | 小九                                 |                                      |  |
| 1899                                            | Уцзими                               | Wujimi                               | 乌吉密                               |                                      |  |
| 1899                                            | Шанчжи                               | Shangzhi                             | 尚志                                 |                                      |  |
| 1899 11                                         | Маянь                                | Mayan                                | 马延                                 |                                      |  |
| 1899 10                                         | Имяньпо                              | Yimianpo                             | 一面坡                               |                                      |  |
| 1899 10                                         | Цзюцзянпао (Лукашево)                | Jiujiangpao                          | 九江泡                               | упразднена                           |  |
| 1899                                            | Ваньшань (Самохвалов)                | Wanshan                              | 万山                                 |                                      |  |
| 1899 11                                         | Вэйхэ                                | Weihe                                | 苇河                                 |                                      |  |
| 1899 11                                         | Цинъюнь (Казанцево)                  | Qingyun                              | 青雲                                 |                                      |  |
| 1899 12                                         | Ябули (Яблони)                       | Yabuli                               | 亚布力                               |                                      |  |
| Старая заброшенная ветка                        |                                      |                                      |                                      |                                      |  |
| 1899 12                                         | Шитоухэцзы                           | Shitouhezi                           | 石头河子                             | Ветка упразднена                     |  |
| 1899 12                                         | Тутахэцзы                            | Tutahezi                             | 土塔河子                             | Ветка упразднена                     |  |
| 1900, начало                                    | Лэншань                              | Lengshan                             | 冷山                                 | Ветка упразднена                     |  |
| 1900, начало                                    | Ляньма                               |                                      |                                      | Ветка упразднена                     |  |
| 1900 03                                         | Гаолинцзы                            | Gaolingzi                            | 高岭子                               | Ветка упразднена                     |  |
| 1900                                            | Суньшань (Фылинхэ)                   |                                      |                                      | Ветка упразднена                     |  |
| Современная обходная ветка (построена японцами) |                                      |                                      |                                      |                                      |  |
| до 1985                                         | Минсинь                              | Mingxin                              | 明新                                 |                                      |  |
|                                                 | Юйчи                                 | Yuchi                                | 魚池                                 |                                      |  |
| до 1985                                         | Тунцзы                               |                                      |                                      | упразднена                           |  |
|                                                 | Кайдао                               | Kaidao                               | 开道                                 |                                      |  |
| до 1985                                         | Лулин                                |                                      |                                      | упразднена                           |  |
| до 1940                                         | Хуфэнь                               | Hufeng                               | 虎峰                                 |                                      |  |
| 1940                                            | Дуцао                                | Ducao                                | 杜草                                 |                                      |  |
| 1900                                            | Жишань (Чжишань)                     | Zhishan                              | 治山                                 |                                      |  |
| 1901 02                                         | Люйшуй                               | Lushui                               | 绿水                                 | упразднена                           |  |
| до 1939                                         | Медвежий разъезд                     |                                      |                                      | упразднён                            |  |
| 1901 02                                         | Хэндаохэцзы                          | Hengdaohezi                          | 横道河子                             |                                      |  |
|                                                 | Сяоугуань                            | Xiao Wuguan                          | 小五官                               |                                      |  |
| 1901                                            | Даолинь                              | Daolin                               | 道林                                 |                                      |  |
| 1901                                            | Цинлинцзы                            | Qinglingzi                           | 青岭子                               |                                      |  |
| 1901                                            | Шаньши                               | Shanshi                              | 山市                                 |                                      |  |
| 1901                                            | Цифэн                                | Qifeng                               | 奇峰                                 |                                      |  |
|                                                 | Аотоу (новая)                        | Aotou                                | 敖头                                 |                                      |  |
| 1901                                            | Аотоу                                | Aotou                                | 敖头                                 |                                      |  |
| до 1985                                         | (?)учжэнь(т)унь                      |                                      |                                      |                                      |  |
| 1901                                            | Хайлинь                              | Hailin                               | 海林                                 |                                      |  |
| около 1901                                      | Лагу                                 | Lagu                                 | 拉古                                 |                                      |  |
| 1937                                            | Хуанхуа                              | Huanghua                             | 黄花                                 | упразднена                           |  |
| 1901                                            | Муданьцзян                           | Mudanjiang                           | 牡丹江                               |                                      |  |
| около 1901                                      | Пост                                 |                                      |                                      | упразднена                           |  |
| 1901                                            | Айхэ (Эхо)                           | Aihe                                 | 爱河                                 |                                      |  |
| до 1939                                         | Сидаолин (Сидаолинцзы)               | Sidaolin (Sidaolinzi)                | 四道 (四道岭)                        | упразднена                           |  |
| 1901                                            | Модаоши                              | Modaoshi                             | 磨刀石                               |                                      |  |
| 1901                                            | Шаньди                               | Shandi                               | 山底                                 |                                      |  |
| 1901                                            | Дагуаньлин                           | Daguanling                           | 大观岭                               |                                      |  |
| 1901                                            | Шаньдун                              | Shandun                              | 山洞                                 |                                      |  |
| 1901                                            | Даймагоу                             | Daimagou                             | 代马沟                               |                                      |  |
| 1901                                            | Синьфанцзы                           | Xinfangzi                            | 新房子                               | упразднена                           |  |
| 1901                                            | Бэйлинь                              | Beilin                               | 北林                                 |                                      |  |
| около 1900                                      | Дацяо (Дацяоцзы)                     | Daqiao (Daqiaozi)                    | 大桥 (大桥岭)                        | упразднена                           |  |
| 1900 03                                         | Мулинь (старая)                      | Muleng                               | 穆棱                                 |                                      |  |
| 1900                                            | Илин                                 | Yilin                                | 伊林                                 |                                      |  |
| Обходная скоростная ветка                       |                                      |                                      |                                      |                                      |  |
| 2015                                            | Мулинь (новая)                       | Muleng                               | 穆棱                                 |                                      |  |
| 1900                                            | Сяченцзы                             | Xiachengzi                           | 下城子                               |                                      |  |
| 1900                                            | Мацяохэ                              | Maqiaohe                             | 马桥河                               |                                      |  |
| около 1900                                      | Цингоуцзы                            |                                      |                                      | упразднена                           |  |
| 1900                                            | Хунфанцзы                            | Hongfangzi                           | 红房子                               |                                      |  |
| около 1900                                      | Ламяньхэ                             |                                      |                                      | упразднена                           |  |
| до 1939                                         | Ломихэ                               |                                      |                                      | упразднена                           |  |
| 1900                                            | Тайлинь                              | Tailing                              | 太岭                                 |                                      |  |
| около 1900                                      | Силин                                |                                      |                                      | упразднена                           |  |
| до 1939                                         | Цошу (Цзошу)                         |                                      |                                      | упразднена                           |  |
| 1899 11                                         | Силиньхэ                             | Xilinhe                              | 細鱗河                               |                                      |  |
| 1899                                            | Cуйси                                | Suixi                                | 绥西                                 |                                      |  |
| 1899                                            | Суйян (старая)                       | Suiyang                              | 绥阳                                 |                                      |  |
| Обходная скоростная ветка                       |                                      |                                      |                                      |                                      |  |
| 2015 12                                         | Суйян (новая)                        | Suiyang                              | 绥阳                                 |                                      |  |
| около 1898                                      | Хунхуалин                            | Honghualing                          | 红花岭                               | упразднена                           |  |
| 1898                                            | Куаньгоу (Широкая Падь)              | Kuangou                              | 宽沟                                 | упразднена                           |  |
| 2015 12                                         | Суйфэньхэ (новая)                    | Suifenhe                             | 绥芬河                               |                                      |  |
| 1898 11                                         | Суйфэньхэ (старая)                   | Suifenhe                             | 绥芬河                               |                                      |  |